# Zasław Malicki

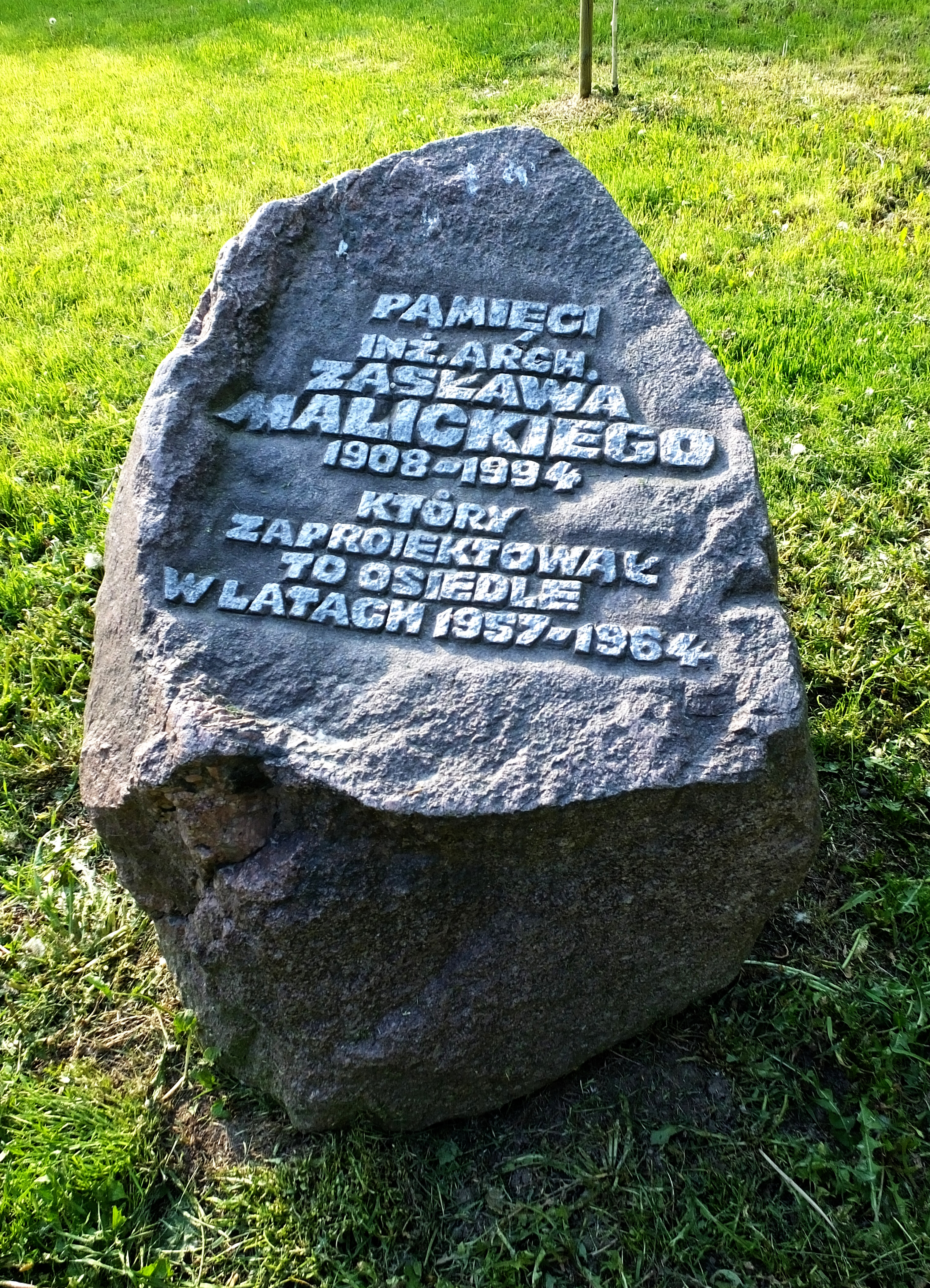
Głaz upamiętniający Zasława Malickiego jako projektanta osiedla na Rakowcu, w parku jego imienia

Zasław Stanisław Malicki (ur. 5 października 1908 w Warszawie, zm. 27 sierpnia 1994 tamże) – architekt i urbanista.

## Życiorys
Studiował na Wydziale Architektury Politechniki Warszawskiej. Dyplom inż. architekta uzyskał w 1935. W trakcie studiów zdobywał doświadczenie zawodowe w pracowniach architektów Romualda Gutta, Stanisława Brukalskiego, Szymona Syrkusa i Bohdana Lacherta.
Po uzyskaniu dyplomu rozpoczął pracę w atelier Juliusza Żakowskiego, gdzie współpracował m.in. przy projektach osiedla Warszawskiej Spółdzielni Mieszkaniowej na Żoliborzu. Był też m.in. autorem Stacji Morskiej w Gdyni (popularne „Oceanarium”) oraz wielokondygnacyjnego garażu na Dynasach w Warszawie (zniszczonego podczas II wojny światowej). Projektował wraz z architektem Stanisławem Zamecznikiem domy jednorodzinne w zmodernizowanym stylu dworkowym na osiedlu na warszawskim Służewie.
W okresie II wojny światowej uczestniczył w konspiracyjnej grupie architektów, zajmującej się planami powojennego rozwoju Warszawy. Do grona tego należeli także: Helena i Szymon Syrkusowie, Barbara Brukalska, Marian Spychalski, Jan Olaf Chmielewski, Roman Piotrowski, Tadeusz Tołwiński i Helena Morsztynkiewiczowa.
Po wojnie zajął się projektowaniem osiedli mieszkaniowych: WSM Mokotów w Warszawie, „Koszutka” w Katowicach, „Tatary” w Lublinie i „Skarpa” w Ostrowcu Świętokrzyskim. W latach 1946–1948 należał do PPS, od 1948 roku należał do PZPR.
W latach 1954–1956 przebywał w Koreańskiej Republice Ludowo-Demokratycznej, gdzie zaprojektował urbanistykę miasta Ch’ŏngjin oraz jednej z dzielnic Pjongjangu.
Po powrocie do kraju został mianowany generalnym projektantem osiedla „Rakowiec” w Warszawie. Wraz z Oskarem Hansenem, Zofią Hansen i Marianem Szymanowskim zaprojektował osiedle na ok. 15 tys. mieszkańców, położone w dzielnicy Ochota między ulicami Pruszkowską, Księcia Trojdena, Adolfa Pawińskiego i Al. Żwirki i Wigury. W centrum osiedla zaprojektował obszar zieleni parkowej z oczkiem wodnym; parkowi temu nadano imię projektanta osiedla (Park im. Zasława Malickiego).
Na emeryturę przeszedł w 1974  uhonorowany odznaką „Milionera” za zrealizowanie w Warszawie dwukrotnie większej liczby metrów sześciennych budownictwa.
Członek ZG SARP (1948–1951), wiceprezes SARP (1957–1959, 1967–1969).
W czasach PRL odznaczony m.in.: Krzyżem Kawalerskim Orderu Odrodzenia Polski, Orderem Sztandaru Pracy I klasy (1949), Medalem Zwycięstwa i Wolności i Medalem Budowniczego KRLD. Był współautorem Małego słownika terminów plastycznych.
Pochowany na cmentarzu Powązkowskim (kwatera 318-5-1).